# Sayed Jaffar
Sayed Mohammad Jaffar Shah (Shergarh, 1911 – Lahore, 21 marzo 1937) è stato un hockeista su prato indiano.

## Palmarès

### Olimpiadi
- Oro a Los Angeles 1932 nell'hockey su prato.
- Oro a Berlino 1936 nell'hockey su prato.